# Sheila Young
Sheila Young Ochowicz (n. 14 octombrie 1950, Birmingham, Michigan) este o fostă campioană americană la patinaj viteză. La Jocurile Olimpice de iarnă din 1976 în Innsbruck, ea câștigă medalia de aur la proba de 500 m și argint la 1000 m, ocupând locul 2 la proba de 1.500 m. Sheila Young devine astfel singura sportivă americană care câștigă la jocurile olimpice de iarnă 3 medalii olimpice. Sheila a fost și o bună ciclistă. Ea devine de în anii 1973, 1976 și 1982 de trei campioană mondială la sprint.